# Ducati Multistrada
La Multistrada est un modèle de moto de la firme italienne Ducati. Elle est disponible en quatre cylindrées.
Toutes les Multistrada sont disponibles avec des sacoches latérales aux couleurs de la carrosserie, en option.

## Multistrada 620
En 2005, Ducati présente la Multistrada 620. Elle hérite du moteur de la 620 Monster. Il développe 63 ch à 9 500 tr/min, pour un couple de 5,7 kg m à 6 750 tr/min. Il est toujours alimenté par une injection électronique Magneti Marelli de 45 mm de diamètre.
L'embrayage est désormais en bain d'huile et est équipé du système APTC, censé réduire l'effort à fournir pour l'actionner.
La boîte est toujours à six rapports.
L'empattement est réduit à 1 459 mm. La fourche télescopique inversée est signée Marzocchi, tandis que l'amortisseur arrière est un Sachs. Le débattement des suspensions est de 145 et 121 mm, respectivement à l'avant et à l'arrière.
Les disques de frein avant sont de 300 mm, avec des étriers double pistons.
Les jantes sont à trois bâtons. Le réservoir contient quinze litres, dont quatre de réserve. La 620 Multistrada annonce 183 kg et une hauteur de selle de 830 mm.
Elle est disponible en rouge, jaune, noir ou orangé.
Parallèlement, une version Dark est proposée pour un prix légèrement inférieur. Elle se pare d'une robe noire mat et n'utilise qu'un simple disque semi flottant de 320 mm de diamètre à l'avant.

## Multistrada 1000
Ducati présente fin 2002 la Multistrada 1000. Elle se positionne comme une alternative routière confortable, adaptée à tout type de route (signification de Multistrada : multi-routes) dans la gamme du constructeur de Bologne. Elle est dessinée par Pierre Terblanche.
Le moteur bicylindre en V ouvert à 90°, quatre temps à double allumage développe la puissance de 84 ch à 8 000 tr/min pour un couple de 8,5 kg m à 5 000 tr/min. Il provient de la 1000 Monster.
Le cadre est un treillis tubulaire. La fourche et l'amortisseur sont estampillés Showa.
Le freinage est assuré par deux disques flottants de 320 mm de diamètre à l'avant et d'un disque de 245 mm à l'arrière, le tout pincé par des étriers Brembo respectivement à quatre et deux pistons.
Pour ses deux premières années de commercialisation, elle est disponible en rouge ou gris.
En 2005, Ducati propose la Multistrada 1000 S qui utilise des suspensions Öhlins et quelques élements en fibre de carbone. Elle est disponible en rouge ou noir uniquement.

## Multistrada 1100
Fin 2006, les Multistrada 620 et 1000 sont retirées du catalogue tandis que Ducati sort la Multistrada 1100.
Le moteur développe 95 ch à 7 750 tr/min pour 10,5 kg m, 3 000 tours plus bas.
Par rapport aux autres machines de la marque, la position de conduite est beaucoup plus droite, grâce à un guidon plus haut et des repose-pieds très avancés.

## Multistrada 1200

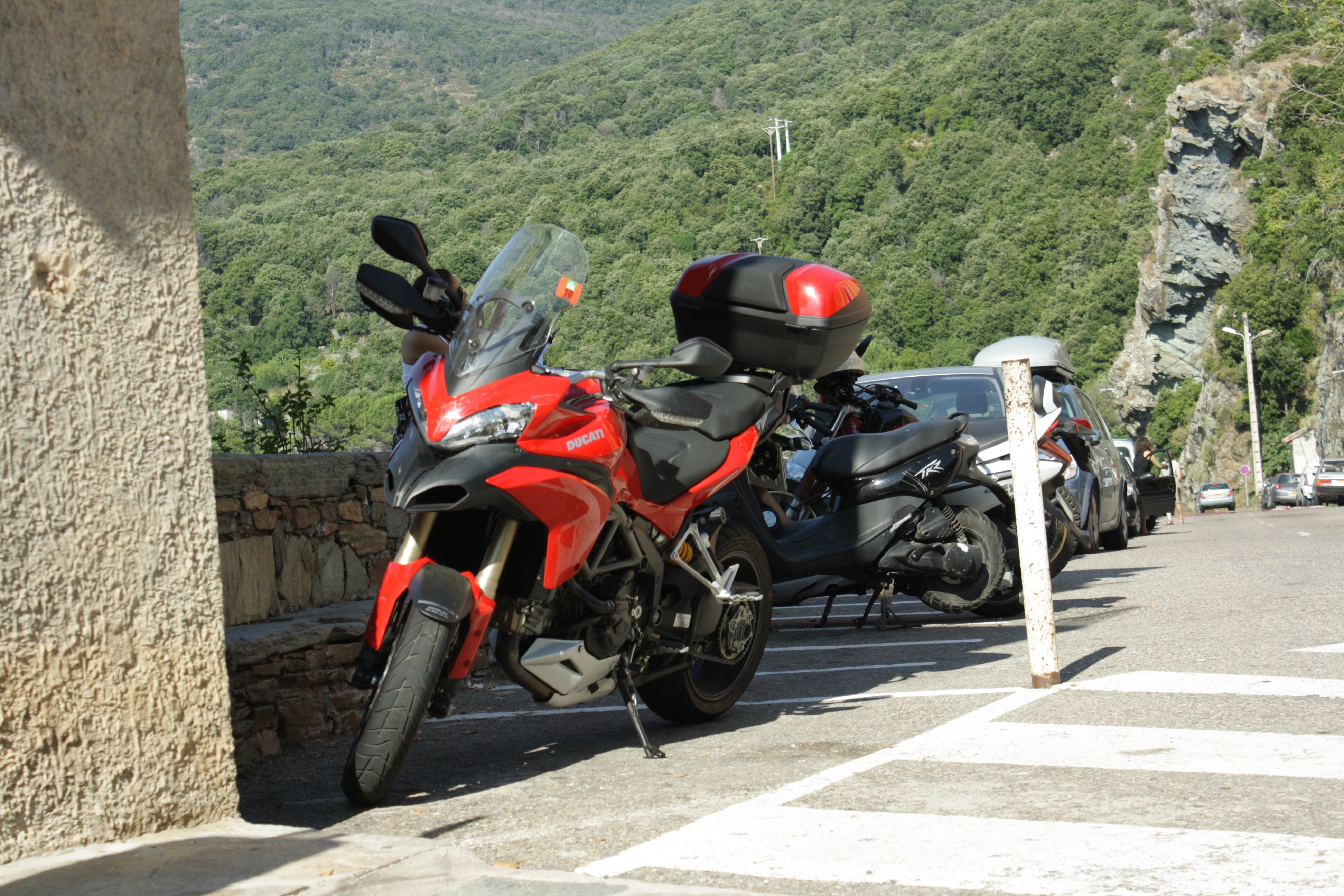
Multistrada 1200.

À l'occasion du salon EICMA 2009, Ducati présente la Multistrada 1200.
Par rapport à sa devancière, la Multistrada 1200 ne partage que peu de caractéristiques.
La cylindrée du moteur est portée à 1 198,4 cm3 (alésage × course : 106 × 67,9 mm) et fait monter la puissance à 150 ch à 9 250 tr/min pour un couple de 11,8 kg m à 7 500 tr/min.
Le cadre est toujours un treillis tubulaire, mais la fourche est différente. C'est une fourche Marzocchi de 50 mm de diamètre. Le débattement gagne 5 mm. L'arrière est toujours confié à un amortisseur Sachs mais son débattement passe à 170 mm. L'empattement passe à 1 570 mm.
Le freinage gagne des étriers radiaux à l'avant et un ABS en option.
Les jantes sont remplacées par des jantes à dix bâtons.
En outre, l'esthétique est remaniée.
Elle est épaulée par deux autres versions, la Multistrada S Sport et la Multistrada S Touring.
La S Sport ajoute à la finition de base un ABS de série, des caches-courroies, une boîte à air et un garde-boue en fibre de carbone.
La S Touring est plus tournée vers le confort en gagnant, par rapport à la version standard un ABS également, mais aussi des sacoches latérales, une béquille centrale et des poignées chauffantes.
La Multistrada 1200 est disponible à son lancement en rouge et blanc. Les versions S Sport et S Touring ajoutent le noir,.
Deux Multistrada S se placent à la première et à la troisième place lors du Pikes Peak International Hill Climb le 28 juin 2010 en catégorie 1 200 cm3.
Pour fêter l'évènement, Ducati propose en mai 2011 la Multistrada 1200 S Pikes Peak. Elle se pare d'une robe rouge, blanche et noire Ducati Corse. Le silencieux Termignoni et le garde-boue avant sont en carbone. Elle reçoit aussi une bulle double courbure. Elle est vendue 21 650 €.
Fin 2012, la gamme Multistrada est complétée par la Multistrada S Granturismo, offrant deux sacoches latérales, un top case, des barres de protection moteur avec feux additionnels à LED et des suspensions Sachs complétées avec le système DSS (Ducati Skyhook Suspension) permettant de conserver l'assiette de la moto constante. Elle dispose en outre de toutes les options disponibles sur la version S Touring.